# Ira von Fürstenberg
Virginia Carolina Theresa Pancrazia Galdina zu Fürstenberg (n. 18 aprilie 1940, Roma, Regatul Italiei – d. 18 februarie 2024, Roma, Italia), cunoscută  ca Eleonora Vallone, a fost o actriță și designer de modă italiană.